# Mirafra fasciolata
La alondra aplaudidora oriental (Mirafra fasciolata) es una especie de ave paseriforme de la familia Alaudidae que habita en África austral. Su nombre común procede del choque de alas que realiza como parte de su exhibición de vuelo.

## Taxonomía
La alondra aplaudidora oriental originalmente se clasificón en el género Alauda. Posteriormente se trasladó al género Minafra. Hasta 2009 se consideró conespecífica de la alondra aplaudidora de El Cabo (M. apiata). La alondra aplaudidora oriental forma una superespecie con la alondra aplaudidora canela, que vive más al norte.
Se reconocen cinco subespecies
- M. f. reynoldsi - Benson y Irwin, 1965: se encuentra en Namibia, el norte de Botsu y el suroeste de Zambia;
- M. f. jappi - Traylor, 1962: localizada en el oeste de Namibia;
- M. f. nata - Smithers, 1955: presente en noreste de Botsuana;
- M. f. damarensis - Sharpe, 1875: se extiende por el norte y centro de Namibia, y el oeste y centro del Botsuana
- M. f. fasciolata - (Sundevall, 1850): se encuentra en el sur de Botsuana, y el norte y el interior de Sudáfrica.

## Descripción
Esta alondra mide alrededor de a 15 cm de largo. Su plumaje es de tonos pardos, pardo grisáceos en las partes superiores y de color canela en las inferiores. Presenta un pequeño penacho eréctil en el píleo y un pico robusto ligeramente curvado hacia abajo.

## Distribución y hábitat
La alondra aplaudidora oriental se encuentra en las zonas más sechas del África austral (Zambia, Namibia, Botsuana, Lesoto y Sudáfrica). Su hábitat natural son los herbazales y las sabanas secas.

## Comportamiento

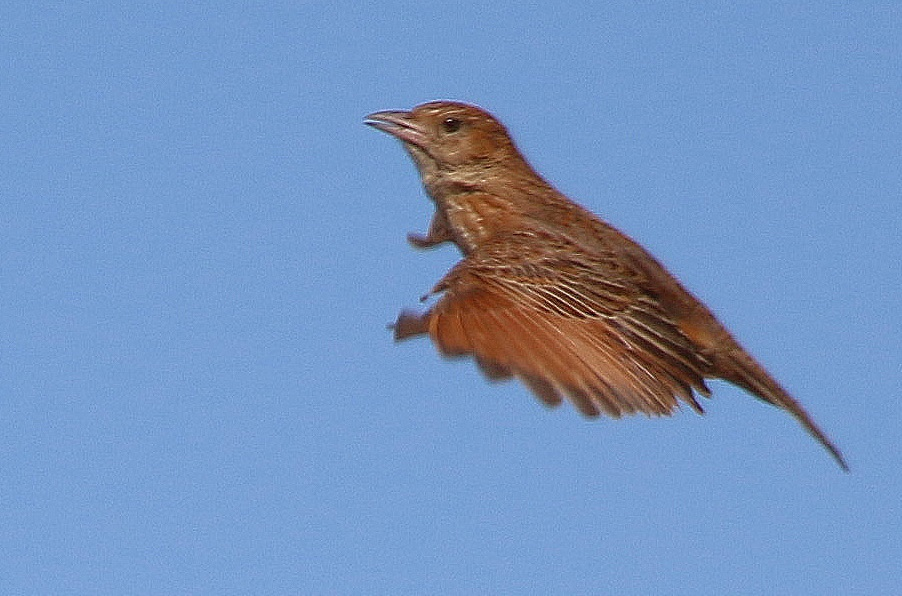
Suelen palmear con las alas durante sus exhibiciones de vuelo

La alondra aplaudidora oriental es una especie huidiza, difícil de avistar cuando no se exhibe. No es gregaria, y los individuos suele avistarse en hábitats secos alimentándose en el suelo de semillas e insectos. Sus exhibiciones comienzan con un vuelo ascendente en el que palmetean con las alas, y después se deja caer en picado con las patas extendidas.